# 拿破仑猫

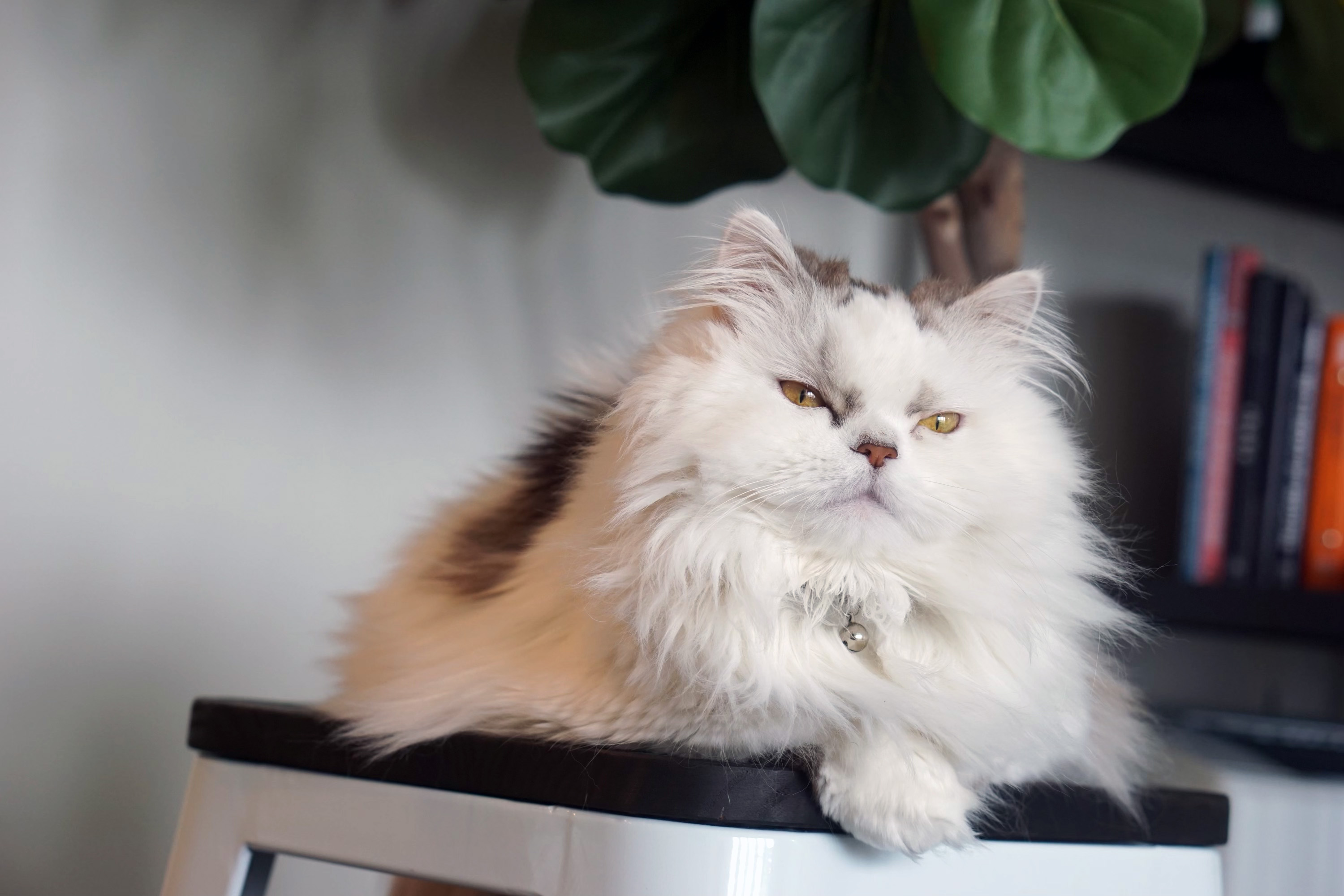
拿破仑猫

拿破仑猫是一種雜交貓，它由波斯貓和曼切堪貓杂交而來。國際貓協會認為此種貓為混血家猫。拿破仑猫的特点就是腿短。有的拿破仑猫的毛比較長，也有的比較短。